# 新宮村 (鳥取県)
新宮村（しんぐうそん）は、鳥取県岩美郡にあった自治体である。1896年（明治29年）3月31日までは岩井郡に属した。

## 概要
現在の岩美町岩常・高住・長郷（ちょうごう）・院内・荒金・黒谷に相当する。蒲生川水系小田川流域および支流の荒金川流域に位置した。
藩政時代には鳥取藩領の岩井郡新宮保（しんぐうのほ）に属する院内村・荒金村・黒谷村・岩常村、および高野郷に属する高住村・長郷村があった（岩常村は因幡民談記と因伯郷村帳では新宮保だが、因幡志では高野郷の所属とされた）。
院内は熊野権現をこの地に移して神宮寺と名付け、その院内に集落があることが由来とされる（因幡誌）。小田村発足後はその役場が置かれ、また小学校が移転新築された。
荒金は昔は新宮と称していたが、藩主池田光政の時代に新宮某という代官が村名と苗字が同じことを忌んで荒金と改称したといわれる。荒金鉱山は1889年（明治22年）頃から蒲生法正寺の山添によって本格的に採掘が開始され、島根県の堀藤十郎が経営した1913年（大正2年）から1920年（同9年）頃にかけて隆盛となった。

## 沿革
- 1881年（明治14年）9月12日 - 鳥取県再置。
- 1883年（明治16年）- 本庄村（後の本庄村大字本庄）に置かれた連合戸長役場の管轄区域となる[1]。
- 1889年（明治22年）10月1日 - 町村制施行により、岩常村・高住村・長郷村・院内村・荒金村・黒谷村が合併して村制施行し、新宮村が発足。旧村名を継承した6大字を編成。高野村との組合役場を同村大字池谷村に設置[3]。
- 1896年（明治29年）4月1日 - 郡制の施行により、邑美郡・法美郡・岩井郡の区域をもって岩美郡が発足し、岩美郡新宮村となる。
- 1914年（大正3年）10月1日 - 「新宮村大字○○村」から大字の「村」を削除し、「新宮村大字○○」と改称[4]。
- 1917年（大正6年）9月1日 - 高野村と合併して小田村が発足。同日新宮村廃止[5]。

## 行政
歴代村長（新宮村高野村組合村長）については高野村を参照。

## 教育
- 新宮尋常小学校：長郷に所在。小田村発足後に高等科を設置して小田尋常高等小学校と改称し、院内に新築移転。戦後小田小学校となったが、現在は統合により岩美町立岩美南小学校となった[1]。